# Список государственных учреждений культуры Ярославской области
Список государственных учреждений культуры Ярославской области

## Федеральные государственные учреждения культуры
- Российский академический театр драмы им. Фёдора Волкова
- Государственный музей-заповедник «Ростовский кремль»

## Государственные учреждения культуры

### Музеи
- Ярославский художественный музей
- Ярославский государственный историко-архитектурный и художественный музей-заповедник
- Государственный литературно-мемориальный музей-заповедник Н. А. Некрасова «Карабиха»
- Рыбинский государственный историко-архитектурный и художественный музей-заповедник
- Угличский государственный историко-архитектурный и художественный музей
- Переславль-Залесский государственный историко-архитектурный и художественный музей-заповедник

### Образовательные учреждения
- Ярославское музыкальное училище им. Л. В. Собинова
- Ярославское училище культуры
- Ярославское художественное училище
- Учебно-методический и информационный центр работников культуры и искусства Ярославской области

### Библиотеки
- Ярославская областная универсальная научная библиотека им. Н. А. Некрасова
- Областная юношеская библиотека им. А. А. Суркова
- Областная детская библиотека им. И. А. Крылова
- Ярославская областная специальная библиотека для незрячих и слабовидящих

### Театры
- Ярославский государственный театр кукол
- Ярославский государственный театр юного зрителя

### Другие учреждения
- Ярославская государственная филармония
- Киновидеоцентр
- Областной Дом народного творчества
- Ярославский областной центр творческой реабилитации инвалидов
- Общежитие учреждений культуры Ярославской области

## Муниципальные учреждения культуры
- Даниловский историко-краеведческий музей им. П. К. Шарапова
- Мышкинская картинная галерея
- Этнографический музей кацкарей
- Пошехонский историко-краеведческий музей
- Централизованная библиотечная система города Ярославля
- Центральная детская библиотека
- Ярославский джазовый центр